# قاعدة توريخون الجوية

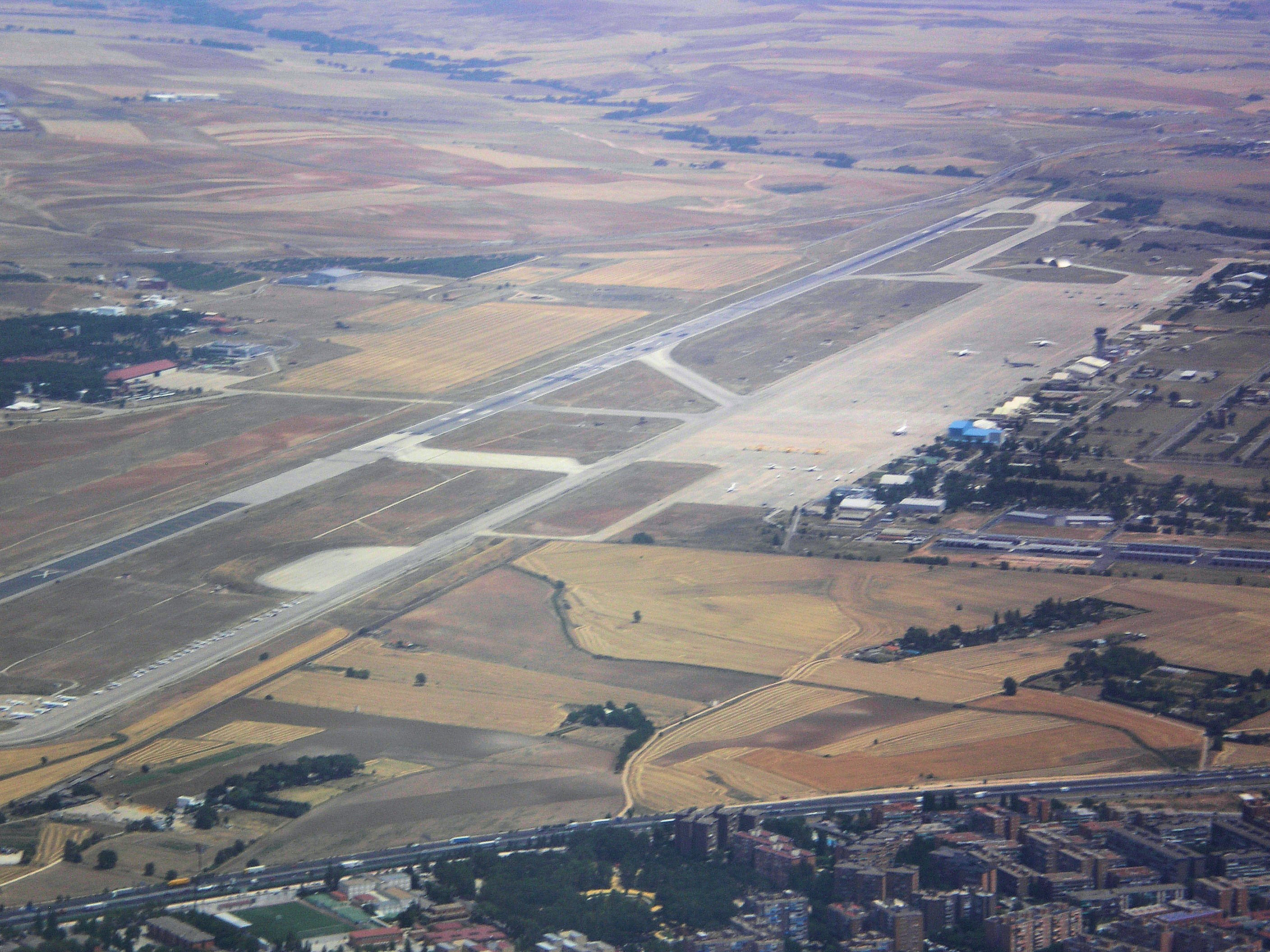
صورة جوية لقاعدة توريخون العسكرية

قاعدة توريخون الجوية هي قاعدة عسكرية مهمة موجودة في توريخون، مدريد، أسبانيا. وهي القاعدة الاسبانية الرئيسية للقوات الجوية الأسبانية

## تاريخ القاعدة
في عام 1987 تم إعادة التفاوض على اتفاق القاعدة، والتي دخلت حيز التنفيذ في عام 1983
ولمدة خمس سنوات، شنت إسبانيا ضغوط لتقليص الوجود العسكري للولايات المتحدة في إسبانيا. وقاموا جماعات وعناصر من الحزب الاشتراكي الشيوعي حملة ضد القواعد العسكرية. وعلاوة على ذلك، كان اتفاق القاعدة أن تصبح رمزا للتعاون بين الولايات المتحدة والنظام السابق لفرانشيسكو فرانكو. وكان من المهم لكثير من الأسبان القضاء على بقايا هذا التاريخ من خلال تحويل العلاقات الثنائية منذ فترة طويلة في اسبانيا مع الولايات المتحدة الأمريكية في مهمة متعددة الأطراف من خلال منظمة حلف شمال الأطلسي
وكانت نتائج استفتاء حصل عام 1986 هو التزام الحكومة الاسبانية للتفاوض على خفض الوجود العسكري للولايات المتحدة في اسبانيا. وأصرت أسبانيا أن تتم إزالة طائرات F16 من قاعدة توريخون كشرط لتجديد الاتفاقية للقاعدة، وهددت الحكومة الاسبانية لطرد جميع قوات الولايات المتحدة الأمريكية في إسبانيا إذا لم تقبل بهذا الطلب. ورأت الولايات المتحدة أن المساهمات العسكرية الاسبانية كانت أدنى وتحتاج إلى توضيح وكانت الحكومة الاسبانية سمحت الحكومات المحلية لإملاء ضعف دفاعات حلف شمال الأطلسي
ولكن ايطاليا وافقت في وقت لاحق لوضع الجناح F-16 في قاعدة أفيانو الجوية، وتكلفة النقل كانت مرتفعة، كما أن الوحدة ستكون في وضع أكثر عرضة للاشتباك مع قوات حلف وارسو
وفي يناير من عام 1988، كانت اسبانيا والولايات المتحدة قد أعلنت بالاشتراك أنه تم التوصل إلى اتفاق من حيث المبدأ على اتفاق جديد مع القاعدة لفترة مبدئيا مدتها ثماني سنوات، تلبي للشروط التي طالبت بها اسبانيا. وعندها كانت طائرات F-16 يجب إخلائها من توريخون في غضون ثلاث سنوات، وبحلول منتصف عام 1991. كان من المتوقع أن هذه الخطوة من شأنها أن تقلل من عدد موظفي الولايات المتحدة الأمريكية في إسبانيا
ولكن تأخر تنفيذ هذا الاتفاق من أزمة 1990-1991 في الكويت، عندما كانت طائرات 401 TFW واحدة من أولى الطائرات الأمريكية مهاما في الحرب، وبدأت طائرات TFS 612 الانتشار في القاعدة، وفي زمن الحرب نقلوا إلى قاعدة انجرليك التركية TFS 614، وأمرت طائرات بمهام تنفيذية عديدة خلال عمليات درع الصحراء وعاصفة الصحراء
وبعد وقف إطلاق النار سنة 1991 في العراق، خطط لإغلاق القاعدة الجوية في توريخون. وفي 28 يونيو من عام 1991 ، تم نقل طائرات TFS 613 إلى أسراب طيران الحرس الوطني في الولايات المتحدة. وطائرات TFS 612 في 1 أكتوبر، وطائرات TFS 614 في 1 يناير من عام 1992.
وفقا لاتفاق 1988، نقلت القوات الجوية الأمريكية إلى قاعدة أفيانو الجوية في إيطاليا دون المعدات، يوم 21 مايو 1996

## الوحدات العسكرية

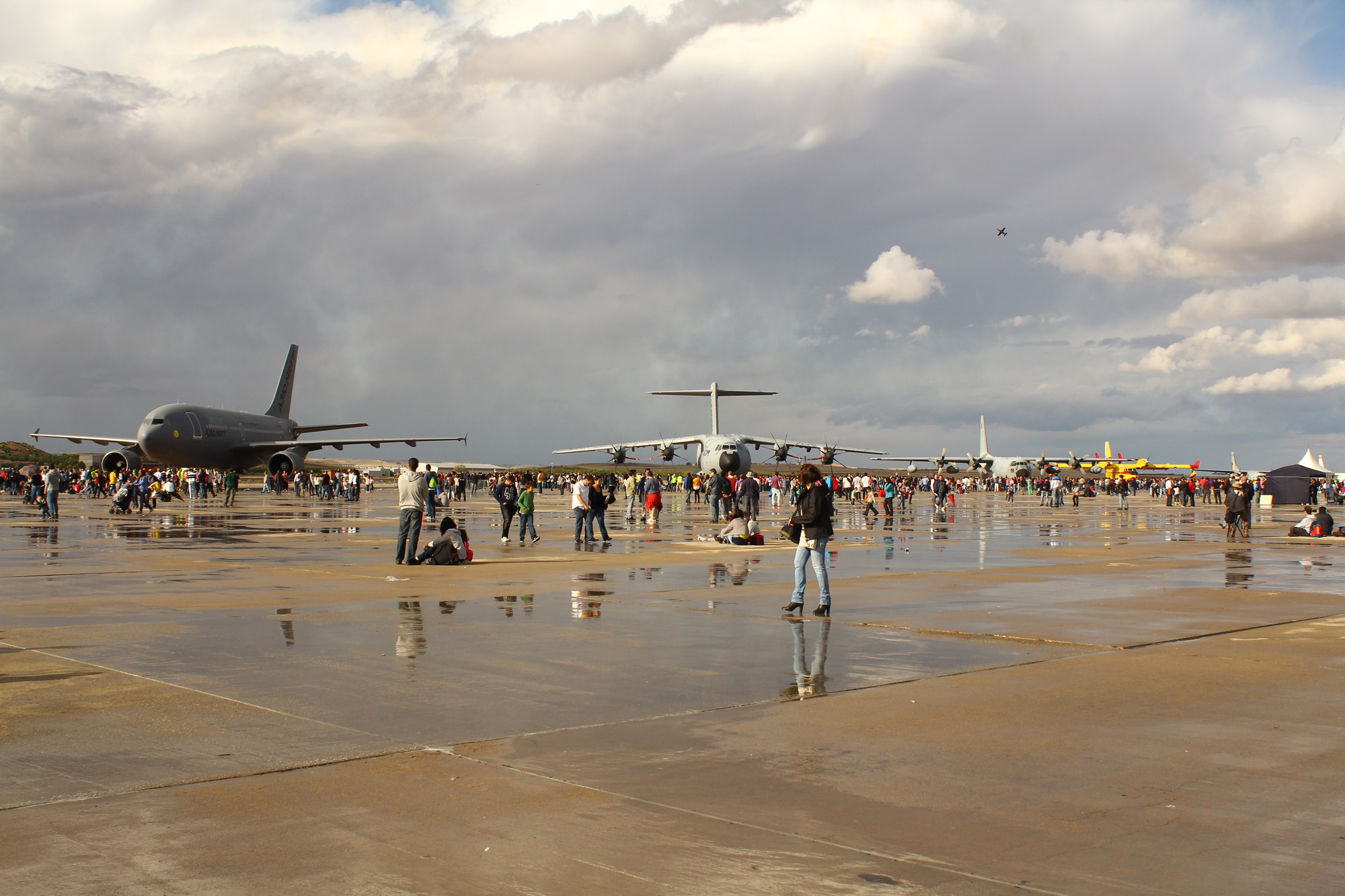
طائرات في قاعدة توريخون

تتضمن القاعدة عدة وحدات عسكرية أهمها:
- CESAEROB (مركز رصد الأقمار الصناعية - هيليوس)
- ECAO 1 (العمليات الجوية - مدريد)
- GRUCEMAC (القيادة الفضاء الجوي الوطني ومركز التحكم)
- GRUCAO (مجموعة العمليات الجوية) JSMC (رئيس القيادة الجوية)
- 12 وحدة (السرب)
- 121 سرب (EF-18A / B)
- 122 سرب (EF-18A / B)
- المجموعة 43 أوميا (وحدة الطوارئ العسكرية - ريال والغابات وحدة حرائق)
- 431 سرب (CL-215T)
- 432 سرب (CL-215T)
- المجموعة 45 (رويال، حكومة والنقل VIP)
- 451 سرب (إيرباص A310، داسو فالكون 900)
- المجموعة 47 (الاستطلاع، والحرب الالكترونية والنقل وإنفلايت إعادة التزود بالوقود)
- 471 سرب (بوينغ 707 ناقلة)
- 472 سرب (C-212، داسو فالكون 20)
- CLAEX (الأسلحة والإمداد ومركز التجريب)
- 541 سرب (C-101EB)